# パープルリボン
パープルリボン（英: purple ribbon）は、女性への暴力の根絶や、膵臓がんの啓発と撲滅をはじめとする、社会や医療の各分野で用いられるアウェアネス・リボンである。

## 女性への暴力の根絶を訴えるパープルリボン
パープルリボンは1994年2月、アメリカ合衆国ニューハンプシャー州のベルリンで、大人のレイプや虐待のサバイバー、医療専門家、セラピスト、法律関係者、関心を持つ市民らによって結成された、インターナショナル・パープルリボン・プロジェクト（IPRP）から始まった。現在、40か国以上の国際的な草の根運動のネットワークになっている。
2000年にアジア女性センターが アメリカの全国DV防止連合（NCADV）を視察した際にパープルリボンを持ち帰り、女性への暴力根絶キャンペーンを日本に紹介した。現在ではNPO法人全国女性シェルターネットが中心となり、パープルリボン活動を展開している。活動の一例として、2009年11月25日（女性に対する暴力撤廃国際日）の夜に行われた、東京タワーの紫色光でのライトアップがある。これは、内閣府の男女共同参画局による「平成21年度 女性に対する暴力をなくす運動」の一環として行われたものであり、ライトアップには、被害者に対して彼女が一人ではないことを伝え、励ます意図が込められていた。点灯式には内閣府特命担当大臣（男女共同参画）の福島瑞穂や、内閣総理大臣夫人の鳩山幸、近藤恵子（NPO法人全国女性シェルターネット共同代表）らが出席した。  

## 膵臓がんの啓発と撲滅を訴えるパープルリボン
1999年アメリカ・ロスアンゼルスにおいて膵臓がん患者遺族によって立ち上げられた膵臓がん患者支援団体、膵臓がんアクションネットワーク（英: Pancreatic Cancer Action Network）は、膵臓がん撲滅を目指しパープルリボン活動を続けている。膵臓がんは乳がん、前立腺がん等の治療成績（5年生存率）が90 %を超えてくるなか、過去40年間、5年生存率が一桁台（現在6 %）のままとなっている非常に厳しい、がんの王様である。パープルリボンは、そのような厳しい膵臓がんを「治るがん」にするための、がん研究支援、早期発見ツール、進行がんでも根治する治療開発の大切さを訴えるシンボルマークである。
日本では2006年にパンキャンジャパン支部が設立され、2009年からNPO法人パンキャンジャパン、NPO法人キャンサーネットジャパン、日本イーライリリー株式会社の三団体が中心となり、「すい臓がんに光をあてる」のキャッチフレーズのもと、シンポジウムを中心とする、パープルリボンキャラバンを展開している。また、2011年からNPO法人パンキャンジャパンによる「パープルリボンウォーク（2014年からパープルストライド）」もスタートした。

## 各分野における啓発と撲滅を訴えるパープルリボン
パープルリボンが象徴として使われる問題は以下のとおり。
- アーノルド・キアリ奇形
- アルツハイマー病
- 胃腸
- 潰瘍性大腸炎
- 化膿性汗腺炎
- 加齢黄斑変性
- クリーフストラ症候群
- クローン病
- 計算障害
- 甲状腺癌
- サルコイドーシス
- 小児脳梗塞
- 膵癌
- 摂食障害
- 線維筋痛症
- 全身性エリテマトーデス
- 大腸癌
- 注意欠陥・多動性障害
- てんかん
- 嚢胞性線維症
- 肺高血圧
- ハンチントン病
- アメリカ同時多発テロ事件の犠牲者
- 薬物過剰投与
- 外国人差別
- 荒野の消防士（英: wildland firefighter）
- 宗教的不寛容
- 動物虐待
- ドメスティック・バイオレンス
- 比例代表制（英国、2010年5月）
- ホームレス
- 同性愛者差別
- 養子縁組